# 埃丝特·琼斯
埃丝特·琼斯（英語：Esther Jones，1969年4月7日—），美国女子田径运动员，主攻短跑。她曾代表美国参加1992年夏季奥林匹克运动会田径比赛，获得女子4×100米接力金牌。